# Кудрина Гора
Кудрина Гора — деревня в Верхнетоемском муниципальном округе Архангельской области.

## География
Находится в восточной части Архангельской области на расстоянии приблизительно 105 км на северо-восток по прямой от административного центра округа села Верхняя Тойма на правом берегу реки Выя.

## История
В 1859 году здесь (деревня Сольвычегодского уезда Вологодской губернии) было учтено 13 дворов. До 2021 года входила в состав Выйского сельского поселения до его упразднения.

## Население
Численность населения: 122 человека (1859 год), 13 (русские 100 %) в 2002 году, 1 в 2010.